# Praticolella griseola
Praticolella griseola är en snäckart som först beskrevs av Ludwig Pfeiffer 1841.  Praticolella griseola ingår i släktet Praticolella och familjen Polygyridae. Inga underarter finns listade i Catalogue of Life.